# Lộc Đỉnh ký (phim truyền hình 1984)
Lộc Đỉnh ký (Chữ Hán: 鹿鼎记; tiếng Anh: The Duke of Mount Deer) là một bộ phim truyền hình võ hiệp dài 40 tập, do TVB Hồng Kông sản xuất năm 1984. Phim có nội dung dựa trên bộ tiểu thuyết Lộc Đỉnh ký của Kim Dung, do Lý Thiêm Thắng đứng tên giám chế, Trần Lệ Hoa đạo diễn.
Đây là lần đầu tiên Lộc Đỉnh ký được dựng thành phim truyền hình, và tuy rằng giàn diễn viên không có nhiều những ngôi sao, kĩ xảo còn thô vụng, nó vẫn được khán giả bình chọn là một bộ phim kinh điển, hấp dẫn, gần gũi với nguyên tác nhất so với sáu bản phim còn lại (từ 1984 đến 2007). Đối với diễn viên chính của phim, Lương Triều Vĩ, đây là bộ phim đã đưa tên tuổi của anh lên hàng ngôi sao để góp mặt vào "Ngũ hổ tướng", cũng như là lần đầu anh được đóng vai chính trong một phim. Với Lưu Đức Hoa (vai Khang Hi), đây là lần cuối cùng anh hợp tác với TVB và là lần thứ 2 anh đóng chung với Lương Triều Vĩ, để đến 20 năm sau họ mới trở lại hợp tác cùng nhau trong Vô gian đạo.

## Nội dung
Phim có nội dung gần trùng khớp với nguyên tác là tác phẩm Lộc Đỉnh ký của Kim Dung. 
Nhân vật chính là Vi Tiểu Bảo, con hoang của kĩ nữ Vi Xuân Phương. Vi Tiểu Bảo lớn lên trong nhà thổ, ít được giáo dục về đạo đức, chữ nghĩa lại càng mù tịt, tuy nhiên, y lại có sẵn trí thông minh và bản tính láu cá đủ để bày ra nhiều trò lừa bịp. Cơ duyên dẫn dắt y gặp Mao Thập Bát, một tay tù vượt ngục, khí phách ngang trời, nhưng bản tính lại thuần hậu chất phác. Mao Thập Bát đang tìm đường lên chốn kinh thành để hành thích Ngao Bái, kẻ đã dẫn dắt quân nhà Thanh xâm chiếm Trung Nguyên. Do hiếu kì, Vi Tiểu Bảo tìm mọi phương kế để đi theo và được chấp thuận.
Khi lên tới kinh thành, hai người gặp nạn, bị bắt vào nhà của Hải Đại Phú. Vi Tiểu Bảo bày mưu giải cứu Mao Thập Bát, sau đó làm mù mắt Hải Đại Phú và cam chịu đóng giả làm Tiểu Quế Tử, một tên thái giám nhỏ mọn dưới trướng Hải công công để tạm thời thoát nạn. Y phải ở lại kinh thành phục vụ cho lão.
Thời gian ở kinh thành, y không ngừng tìm kế thoát thân, bên cạnh đó cũng không quên bày trò cờ bạc để lừa bịp những thái giám trong cung. Trong một lần đi lùng đường ra, y gặp Tiểu Huyền Tử, người mà sau này y mới biết là vua Khang Hi. Y nghiễm nhiên trở thành bạn thân của vua.
Lúc này đại thần Ngao Bái, vốn là trọng thần của triều đình, cậy quyền thế, thấy nhà vua còn nhỏ, đang tìm cách phát huy thế lực, tìm cách soán ngôi. Đại thần trong triều phần lớn đều theo Ngao Bái, khiến Khang Hy lo lắng. Thấy Vi Tiểu Bảo thông minh, liền cùng y bày kế bắt Ngao Bái. Trong một lần loạn đả ở thư phòng, Vi Tiểu Bảo lập công lớn khi bắt được Ngao Bái bằng cách ném vôi bột vào mắt. Y được thăng chức, còn tham nhũng một phần lớn gia tài của Ngao Bái. Sau lần này, cũng bắt đầu tham gia đi tìm "Tứ thập nhị chân kinh" để khám phá bí mật của nó.
Được giàu có, kề cận Hoàng đế, Vi Tiểu Bảo hầu như không muốn rời khỏi cung nữa. Tuy nhiên y đã phải làm chuyện này một cách tình cờ và ép buộc, trong một tình huống dở khóc dở cười. Những người đưa y ra là Thanh Mộc đường của Thiên Địa hội, một tổ chức phản Thanh phục Minh nổi tiếng nhất thời đó. Do có công giết Ngao Bái, y được trao chức Thanh Mộc đường chủ, và bái kiến sư phụ Trần Cận Nam, thủ lĩnh Thiên địa hội. Từ đây, y là người đắc lực nhất của Thiên Địa hội, khi lập nhiều công lao lớn nhờ vào mánh khoé. Bên cạnh đó, y vẫn là bạn thân của Hoàng đế Khang Hy. Y còn tham gia tổ chức lớn khác là Hồng Hoa hội, sau đó giết chết giáo chủ và lấy Tô Thuyên, vợ của giáo chủ làm vợ.
Vi Tiểu Bảo có cả thảy 7 người vợ, cưới một cách cưỡng ép trong một đêm động phòng do y sắp đặt. Bảy người vợ của y, mỗi người một tính, trong đó y yêu nhất là A Kha, con gái của Trần Viên Viên, nhưng người chăm lo cho y nhiều nhất là Song Nhi, cô gái xinh đẹp, võ công cao cường, trong rất nhiều tình huống nguy cấp nhờ Song Nhi mà cái mạng của Vi Tiểu Bảo còn được giữ lại. Y còn có vợ là Kiến Ninh công chúa, ban đầu được gả cho Ngô Ứng Hùng, con trai phản thần Ngô Tam Quế.
Về sau, y còn bái Cửu Nạn sư thái làm sư phụ. Làm đệ tử của những vị cao thủ trong võ lâm, nhưng Vi Tiểu Bảo chỉ rành một môn võ giúp chạy trốn. Còn lại những lần giao chiến, y phải dùng rất nhiều thủ đoạn để chiến thắng. Y không coi những quy luật giang hồ hay những chuẩn mực đạo đức ra gì, đã vậy lại còn có cách giải thích hợp lý cho những việc mình đang làm, dù xấu xa đê tiện cách mấy cũng có lý do.
Vi Tiểu Bảo, tuy vậy, cũng có chút khí phách trong mình. Y tuy phục vụ cho Thiên Địa hội, nhưng chưa bao giờ phản phe Khang Hi. Y coi Khang Hy là bạn tốt nhất của mình, và cũng lập nhiều công lớn cho triều đình, như việc giải cứu Thuận Trị hoàng đế, khám phá ra bí mật Hoàng Thái Hậu giả trong Từ Ninh cung,cứu mạng nhà vua trên Ngũ Đài sơn, hay ký hoà ước để 2 nước Trung - Nga khỏi gây ra chiến tranh. Y là người tìm ra bí mật của "Tứ thập nhị chân kinh", qua mặt Hoàng Thượng, sư phụ, và nhiều nhân vật lẫy lừng trong võ lâm khác, tuy nhiên vì cho rằng bí mật này liên quan đến vận mệnh của nhà Thanh, y đã phá hủy nó. Khang Hy rất quý mến Vi Tiểu Bảo, thăng cho y tới chức "Lộc Đỉnh công", sau vua hai bậc, nhưng rồi đã nhận ra những việc y làm. Khang Hi rất giận, nhưng không nỡ giết, nhiều lần đã tìm cách cho y đoái công chuộc tội.
Vi Tiểu Bảo không nhận ân sủng đó, nhiều lần y đã đưa 7 người vợ chạy trốn nhưng đều phải trở về. Trong lần cuối cùng, y lâm phải đại nạn, tưởng chừng sẽ chết, nhưng Khang Hy đã giả dạng người áo đen để cứu mạng y.
Từ sau đó, hai người không gặp nhau nữa, Vi Tiểu Bảo rút lui khỏi chốn giang hồ, ghi chép về y bị mất hết nên không ai biết tung tích nữa, còn Khang Hy về sau trở thành một trong những vị vua giỏi trong lịch sử Trung Hoa.

## Diễn viên
Dàn diễn viên trong phim Lộc Đỉnh ký ngoài ngôi sao mới nổi Lưu Đức Hoa và những diễn viên gạo cội như Tằng Giang, Quan Hải Sơn, Tần Hoàng. Những diễn viên còn lại, kể cả vai chính, đều là những cái tên mới, chưa có tên tuổi. Lương Triều Vĩ khi ấy chỉ là diễn viên hạng hai mới gia nhập TVB, trước đó chỉ đóng những vai nhỏ trong một vài bộ phim. Vai chính ban đầu định giao cho Lưu Đức Hoa, khi đó đã nổi tiếng với vai Dương Quá trong Thần điêu hiệp lữ 1983, tuy nhiên vì Lưu Đức Hoa không chịu điều kiện ký thêm hợp đồng với TVB, anh đã bị đẩy xuống vai phụ Khang Hi.
Bảy người vợ của Vi Tiểu Bảo cũng là một vấn đề, do muốn lăng xê Lương Triều Vĩ, Lý Thiêm Thắng không nỡ mời các nữ diễn viên quá nổi tiếng, vì sợ làm át đi vai chính. Ông đã mời những diễn viên mới rời ghế đào tạo của TVB thời đó như Lưu Gia Linh, Trương Thiên Nga, Mao Thuần Quân...
Ngoài ra cũng có thể kể đến những vai rất nhỏ như người ngoại quốc, lính gác, nhân vật vô danh...của Ngô Mạnh Đạt, Âu Dương Chấn Hoa, Đào Đại Vũ, Lưu Thanh Vân, Ngô Khải Hoa, về sau họ đã trở thành những diễn viên có tiếng.

## Thành công
Sự tuyển chọn diễn viên của Lý Thiêm Thắng ban đầu đã gây ra tranh cãi trong nội bộ. Tuy nhiên sau khi công chiếu, phim đã gặt hái được thành công lớn. Vai Vi Tiểu Bảo của Lương Triều Vĩ được thể hiện "xuất quỷ nhập thần", về sau trở thành một nhân vật kinh điển trên màn ảnh. Anh đã diễn xuất một Vi Tiểu Bảo rất gần với nguyên tác, bên cạnh đó là nét mặt, điệu bộ, kiểu đi dáng đứng trông rất xứng hợp với nhân vật ngoại cỡ này. Cũng từ đó, tên tuổi của Lương Triều Vĩ lên như diều gặp gió. Báo chí nhận xét: "Chính Lương Triều Vĩ là người đã có công đưa Lộc đỉnh ký vào hàng những bộ phim kinh điển của TVB". 
Thời gian sau, nhiều bản phim dựa trên tác phẩm Lộc Đỉnh ký cũng được làm lại, các diễn viên đóng Vi Tiểu Bảo là Châu Tinh Trì, Trương Vệ Kiện, Trần Tiểu Xuân, Huỳnh Hiểu Minh, và cả Lương Triều Vĩ trong phim điện ảnh Tân Lộc Đỉnh ký, nhưng đều không được đánh giá cao bằng. Năm 2007, khi được giao đóng vai Vi Tiểu Bảo, diễn viên Hoàng Hiểu Minh đã phải xem đi xem lại bản phim này nhiều lần để tránh trùng lập cách diễn của Lương Triều Vĩ.
Vai Khang Hi của Lưu Đức Hoa cũng rất thành công. Anh đã để lại ấn tượng với khán giả khi thể hiện tài tình nét mặt non nớt, không được trọng nể khi đứng trước Ngao Bái và các đại thần, và sau đó, theo diễn biến của câu chuyện, dần trở thành gương mặt uy nghiêm, chính chắn của một đương kim Hoàng Đế, biết cân nhắc trong từng hành động.
Trong bảy người vợ của Vi Tiểu Bảo, vai A Kha của Trương Thiên Nga và Phương Di của Lưu Gia Linh đã chiếm được nhiều cảm tình của khán giả. Những diễn viên gạo cội: Tằng Giang, Lưu Đan, Quan Hải Sơn, Tần Hoàng... đã diễn xuất tốt. Sự phối hợp ăn ý giữa giàn diễn viên mới và những diễn viên nhiều kinh nghiệm đã tạo nên sự thành công của bộ phim.

## Hình ảnh

### Hóa trang, phục trang
Đây được coi là điểm yếu của Lộc Đỉnh ký 1984, cũng như những phim võ hiệp khác cùng thời. Do sơ sài về tạo hình và trang điểm, các nhân vật đã phải khoác lên những trang phục và dáng vẻ kém hấp dẫn. Nhất là ở các nhân vật nữ, điển hình như bảy bà vợ của Vi Tiểu Bảo, họ được tạo hình na ná như nhau, chỉ thay đổi với hai kiểu tóc cố định, hoặc là búi cao (khi đã thành vợ Vy Tiểu Bảo),hoặc là thắt bím (khi chưa thành vợ), trông có lúc quá già nua, có khi lại quá nhí nhảnh.

### Kĩ xảo
Phim có hạn chế về mặt trình diễn vì dùng kĩ xảo của thập niên 80, những màn đấu võ, chưởng phong, khinh công... không được sắc sảo. Tuy nhiên do nội dung phim Lộc Đỉnh ký không chú trọng vào nhiều cảnh đánh nhau, cũng chỉ có ít chiêu thức quá hư cấu, nên việc này cũng không quan hệ nhiều.

### Ngoại cảnh
Do phần lớn các cảnh quay ngoại cảnh đều được thực hiện ở Hồng Kông, nên nhiều cảnh đáng lẽ ra là hùng vĩ, lớn lao như Tử cấm thành, núi Lộc Đỉnh, núi Thiếu Thất... đã phải thu nhỏ lại trong trường quay của TVB. So với những bản được làm gần đây, ngoại cảnh của Lộc Đỉnh ký 1984 là một sự thua thiệt.

## Phân vai
- Lương Triều Vĩ - Vi Tiểu Bảo
- Lưu Đức Hoa - Khang Hi
- Ngô Quân Như - Tăng Nhu
- Hoàng Khải Hân - Tô Thuyên
- Chu Tú Lan - Song Nhi
- Thương Thiên Nga - A Kha / Trần Viên Viên
- Lưu Gia Linh - Phương Nghi
- Mao Thuần Quân - Mộc Kiếm Bình
- Cảnh Đại Âm - Kiến Ninh Công chúa
- Tằng Giang - Trần Cận Nam
- Hứa Thiệu Hùng - Tô Long
- Quan Hải Sơn - Ngao Bái
- Bạch Nhân - mẹ Tiểu Bảo
- Lưu Đan - Ngô Tam Quế
- La Lan - Bà Chủ Lệ Xuân Viện
- Lữ Hữu Huệ - Mao Long Châu / Từ Thái hậu
- Ngô Mạnh Đạt - Hàn Thiết Ma
- Tần Hoàng - Mao Thập Bát
- Lưu Triệu Minh - Hải Đại Phú
- Lưu Giang - Thuận Trị Hoàng đế
- Quan Lễ Kiệt - Lưu Nhất Châu
- Lý Quốc Lân - Mộc Kiếm Thanh
- Lạc Ứng Quân - A Bát
- Trương Anh Tài - đại sư
- Đới Chí Vĩ - Trịnh Khắc Sảng
- Diệp Thiên Hành - Phùng Tích Phạm
- Trần Hữu Hậu - Hồng Anh Thông
- Trần Gia Nghi - Cửu Nạn sư thái
- Chu Thiết Hòa - Lý Chí Thành
- Bạch Văn Bưu - Từ Thiên Xuyên
- Thương Thiên Nga - Trần Viên Viên
- Hoàng Doãn Tài - Quy Chung
- Hà Quảng Lâm - Dương Dật Chi
- Dương Trạch Lâm - Ngô Lục Kì
- Giang Nghị - Phong Tế Trung
- Ngải Uy - Lính
- Đào Đại Vũ - người Thiên Địa Hội
- Ngô Khải Hoa - lính gác
- Lưu Thanh Vân - lính gác
- Âu Dương Chấn Hoa - đệ tử chùa Thiếu Lâm

## Nhạc phim
Bản nhạc chính của phim là ca khúc Cuối cùng cũng gặp thời do nhạc sĩ Huỳnh Triêm sáng tác, Trương Quốc Vinh trình bày. Bài hát này có tiết tấu nhanh, giai điệu vui nhộn, đặc biệt phần lời được nhạc sĩ viết dựa trên tình tiết phim, như khi hát đến "hồng vận" thì trên màn hình liền xuất hiện cảnh Vi Tiểu Bảo đứng trước chữ "Vận" được khắc trên tường.